# Polygonia c-album
Polygonia c-album (Linnaeus, 1758) è un lepidottero diurno appartenente alla famiglia Nymphalidae, diffuso in Eurasia e Nordafrica.

## Descrizione
Le tacche angolari sui bordi delle ali anteriori sono caratteristiche del genere Polygonia, motivo per cui le specie del genere sono comunemente chiamate farfalle ad ala angolare. Esse possono essere identificate dalle loro ali dorsali arancioni e marrone scuro/nere prominenti.
Per ridurre la predazione, sia lo stadio larvale che quello adulto mostrano un camuffamento protettivo, imitando rispettivamente escrementi di uccelli e foglie cadute. Durante la fase successiva dello sviluppo, le larve sviluppano anche forti spine lungo il dorso.

## Distribuzione e habitat
La specie si trova comunemente in Europa, Nord Africa e Asia e include diverse sottospecie. Sebbene la specie non sia migratrice, le farfalle sono volatili forti, risultando in una struttura di popolazione aperta con un flusso genico elevato e una maggiore variazione genetica. 

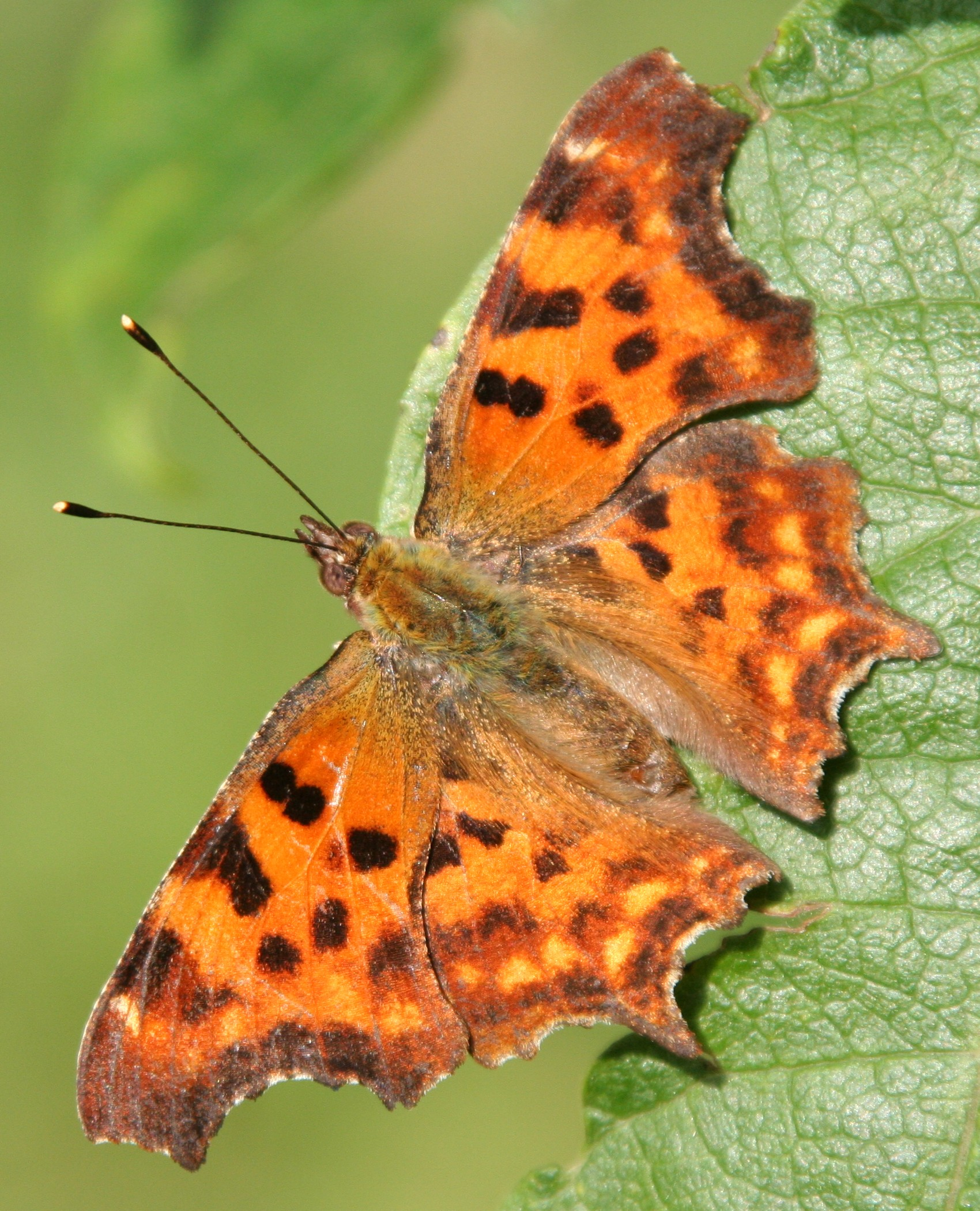
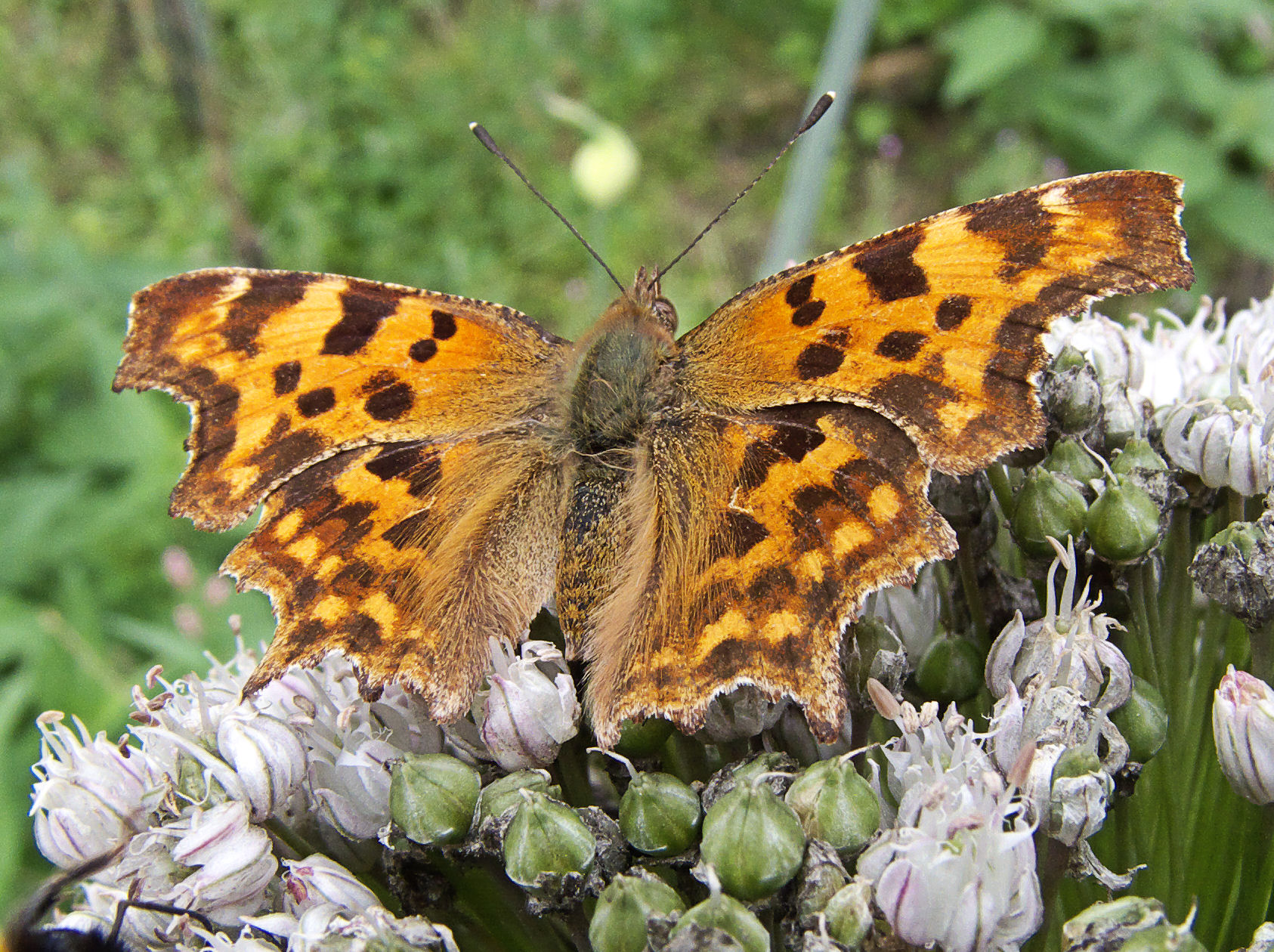
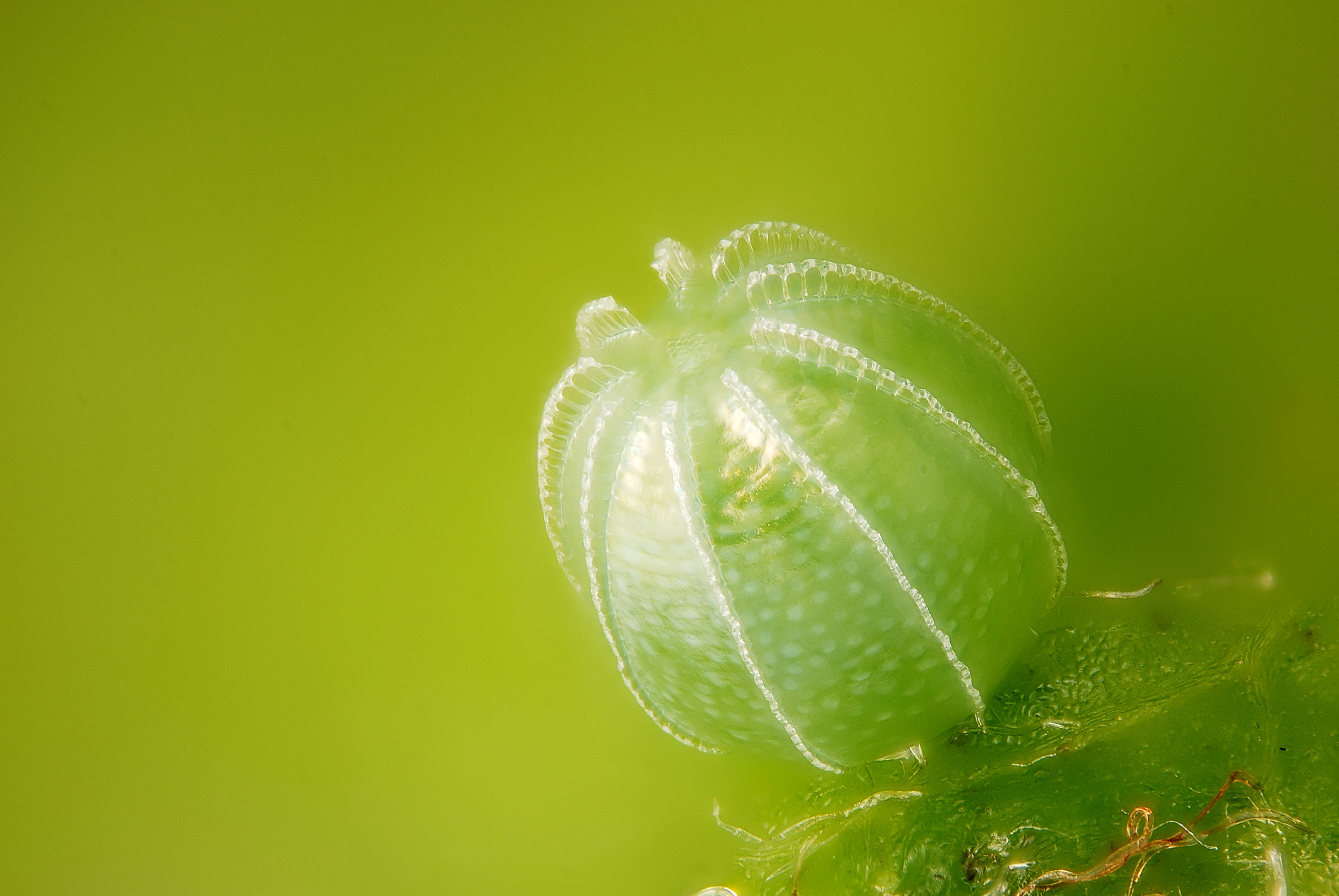
Uovo
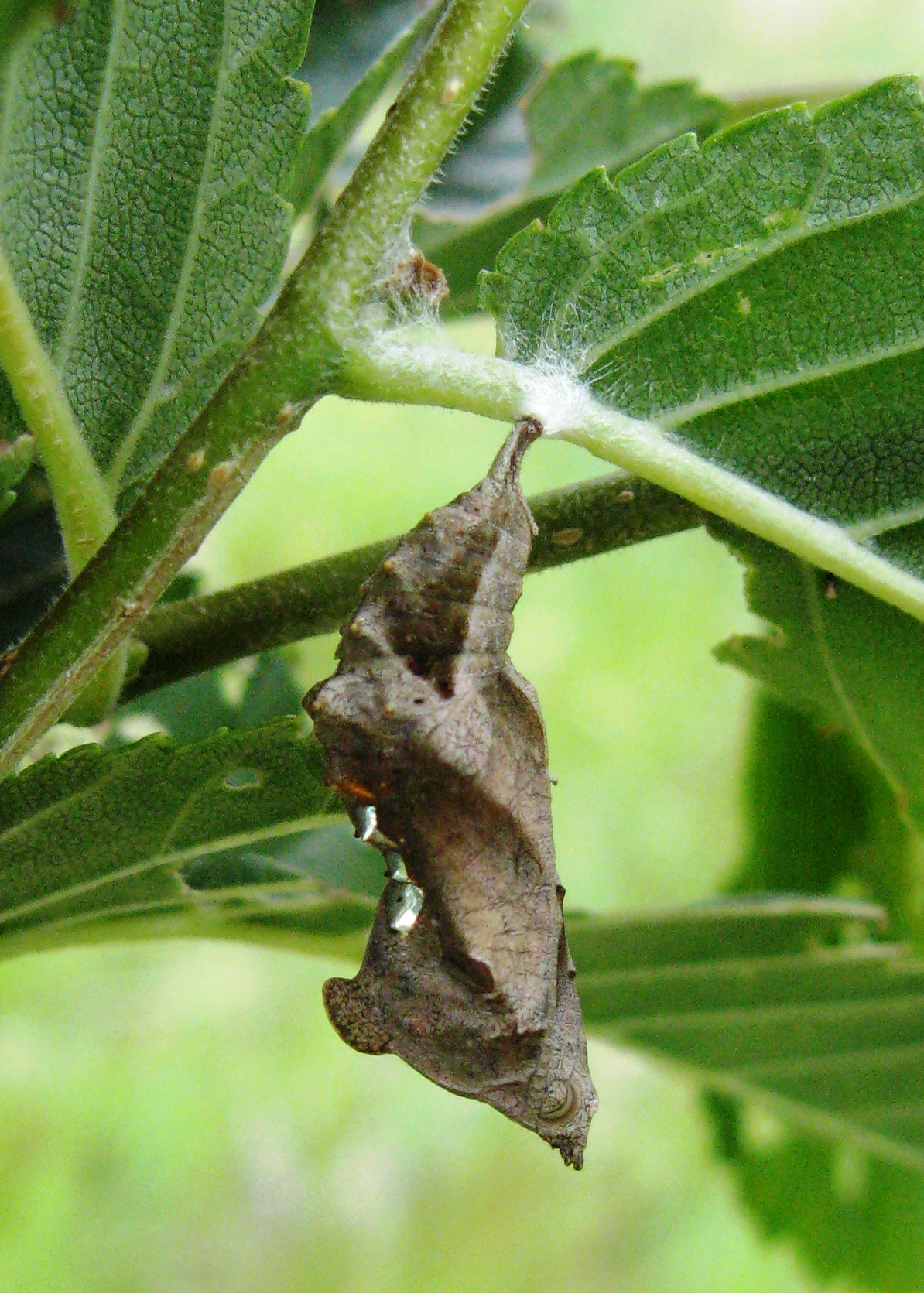
Pupa
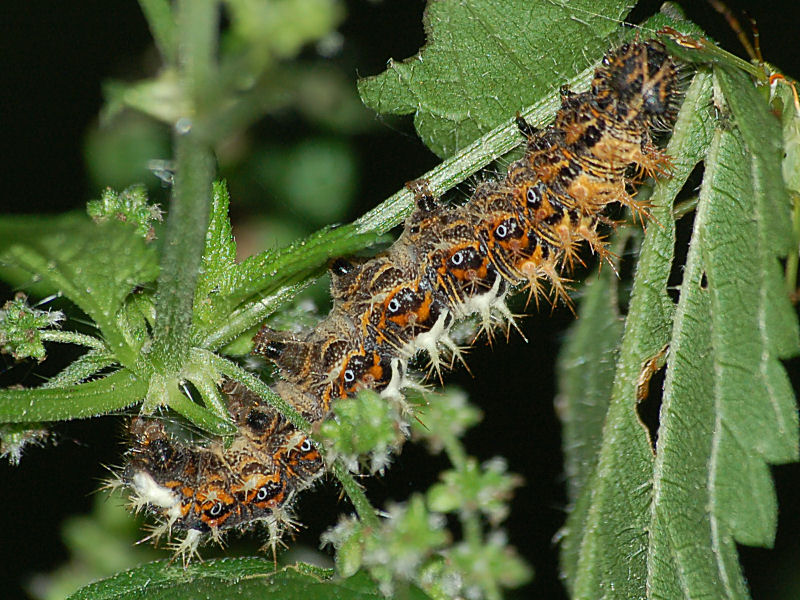
Larva